# HD 410
HD 410 — звезда в созвездии Тукана на расстоянии около 293 световых лет от нашей планеты.

## Характеристики
HD 410 — звезда G-класса 9,425 величины, невидимая невооружённым глазом. Впервые в астрономической литературе она упоминается в каталоге Генри Дрейпера, изданном в начале XX века. Она имеет массу, равную 95 % массы Солнца. Возраст звезды оценивается приблизительно в 11,2 миллиардов лет. Планет в данной системе пока обнаружено не было.